# Venezillo festivus
Venezillo festivus är en kräftdjursart som först beskrevs av Gustav Budde-Lund 1904.  Venezillo festivus ingår i släktet Venezillo och familjen Armadillidae. Inga underarter finns listade i Catalogue of Life.